# Spielen wir Liebe
Spielen wir Liebe ist ein kontroverses Filmdrama aus dem Jahr 1977, in dem es um das sexuelle Erwachsenwerden von drei Jugendlichen im Alter zwischen 12 und 14 Jahren geht. Ein alternativer Titel für den Film lautet Verbotene Spiele. Unter dem italienischen Originaltitel Maladolescenza wurde mit dem Zusatz Sie lieben und sie quälen sich! auch eine deutsche DVD veröffentlicht (siehe den Abschnitt Rechtslage). Auf Englisch wurde der Film Puppy Love oder Playing With Love betitelt, auf Französisch Jeux interdits de l’adolescence. Der Film unterliegt in Deutschland seit 2006 einem Verbreitungs- und Besitzverbot.

## Handlung
Laura (12) und Fabrizio (14) haben sich bereits in den Sommerferien des Vorjahres immer wieder im Wald getroffen. Laura bemerkt nun allerdings, dass sich in ihrer Beziehung etwas verändert hat: Aus den kindlichen Spielen der Vergangenheit ist etwas ganz Neues entstanden, das schon bald zu einer sklavischen Hingabe von Laura an Fabrizio führt. Dieser beginnt Laura mit teilweise drastischen Methoden zu quälen. Trotzdem kommt Laura immer wieder zu Fabrizio zurück. Schließlich führt die Neugierde beider zu ihren ersten sexuellen Kontakten untereinander.
Die seltsame Beziehung der beiden wird jedoch bald durch das Auftauchen der arroganten und kaltblütigen Silvia (12) gestört. Nachdem Fabrizio Silvia das erste Mal gesehen hat, interessiert er sich nur noch für sie. Laura ist fortan das fünfte Rad am Wagen. Da Laura Fabrizio aber völlig hörig ist, bleibt sie auch weiterhin bei ihm. Die Spielchen, die Laura jetzt zu ertragen hat, werden immer heftiger, was bis zu ihrer totalen Demütigung führt. Sie muss vor den Augen der beiden urinieren und sogar dabei zusehen, wie Silvia und Fabrizio miteinander schlafen. Die Situation eskaliert und endet schließlich tragisch: Fabrizio ersticht die plötzlich hysterisch losschreiende Silvia vor Lauras Augen.
Im Abspann erscheint das Gedicht „Willst du spielen?“ (bzw. „Willst du immer spielen?“) von Dezső Kosztolányi.

## Rezeption und deutsche Fassung
Der Film wurde von zwei Münchner Firmen zusammen mit einem italienischen Unternehmen co-produziert, vom 17. August bis zum 16. September 1976 in Oberösterreich und Kärnten gedreht und lief ab dem 24. Juni 1977 mit einer FSK-Altersfreigabe ab 18 Jahren (nicht feiertagsfrei!) in deutschen Kinos. Bereits kurz nach dem Kinostart kam es im Sommer 1977 zu einem Publikumsskandal, da in dem Film von Jugendlichen in drastischer Darstellung viele Tabubrüche begangen und Abgründe der menschlichen Empfindungen gezeigt werden. Eine stark gekürzte VMP-VHS-Version erhielt eine FSK-18-Altersfreigabe. In dieser Fassung (ca. 77 Minuten) sind alle Sex- und Nacktszenen sowie Silvias gewaltsamer Tod herausgeschnitten. Kurz vor dem Abspann erklärt Fabrizio hier aus dem Off, er habe beide Mädchen seit diesem Sommer, der Jahre zurückliege, nie wieder gesehen und Silvia arbeite jetzt, wie er gehört habe, als Lehrerin. Allerdings wurde auch diese um ca. 14 Minuten gekürzte Fassung im Januar 1984 von der Bundesprüfstelle für jugendgefährdende Schriften indiziert.
Auch heute noch ist Spielen wir Liebe sehr umstritten. Dabei rückt der Vorwurf der Kinderpornografie in den Vordergrund, der zur Zeit des Kinostarts in den 1970ern dagegen noch kaum im Blickpunkt der Kritiker stand. Die Kontroverse um den Film findet in gegensätzlichen Rezensionen ihren Niederschlag:
- mitternachtskino.de: „Drei Kinder rennen den ganzen Tag ziellos im Wald herum, die Mädchen ziehen sich ab und an aus. Das war’s. Mehr hat dieses grauenhafte Stück Zelluloid wahrlich nicht zu bieten. […] Da die Sexszenen nie als notwendiger Bestandteil der langweiligen Geschichte gedreht werden, und da Murgia oft erbarmungslos seine Kamera auf den Schambereich seiner zwölfjährigen Darstellerin hält, kann man sich dem Vorwurf, der Film sei für Päderasten gemacht, nicht entziehen. […] ‚Spielen wir Liebe‘ ist leider nichts weiter als ein kleiner, dreckiger, vollkommen langweiliger Film, der sich gegen Mitte in seinen Nacktszenen verliert.“[2]
- dtm.at: „Der Film schildert in gekonnter Weise, wie sich Menschen aus Liebe, Hass oder Eifersucht verhalten oder miteinander umgehen können. Der Film ‚Maladolescenza‘ ist eigentlich ein Liebesfilm, der sich nach und nach in ein Drama verwandelt und im letzten Drittel ein reiner Psycho-Thriller wird. Dass die vorhandenen Nacktszenen im Film diese Elemente in den Köpfen vieler Leute und auch Filmkritikern zurückdrängen lässt und ihn damit als billigen Erotikschund abstempeln, ist tragisch und schade. […] Um es auf den Punkt zu bringen: Der Film schildert in perfekter Art und Weise eine Liebestragödie, wie sie tagtäglich auf der ganzen Welt passiert, nämlich Liebe und Intrige, Verlogenheit, gebrochene Herzen und seelische Grausamkeiten.“[3]

## Rechtslage
2004 veröffentlichte der Filmverleih Bertucci Film Entertainment in Braunschweig unter seinem Label X-Rated Kult DVD eine DVD mit der 91 Minuten langen Originalfassung von 1977 mit dem Titel Maladolescenza – Sie lieben und sie quälen sich!. Die Bundesprüfstelle für jugendgefährdende Medien lehnte zwar 2004 die Streichung des Films aus der Liste der jugendgefährdenden Medien ab, aber ging in ihrer Entscheidung davon aus, dass der Film nicht den Tatbestand der Kinderpornografie erfülle.
Diese Fassung wurde am 28. Juli 2006 vom Amtsgericht Karlsruhe nach § 184b StGB (Kinderpornografie) bundesweit beschlagnahmt (Az.: 31 Gs 1824/06). Sie unterliegt damit in Deutschland einem Verbreitungsverbot und darf nicht mehr verkauft werden. Nachdem die Beschlagnahme gemäß § 184b StGB erfolgte, der bereits den Besitz kinderpornografischer Schriften unter Strafe stellt, könnten deutsche Ermittlungsbehörden und Gerichte sogar den bloßen Besitz dieser DVD für strafbar halten.
Da der Filmverleih vor der Veröffentlichung ein Rechtsgutachten eingeholt hatte, das den Film für strafrechtlich unbedenklich erklärte, wurden die Verantwortlichen bei der Verleihfirma nicht strafrechtlich belangt (sogenannter strafloser Verbotsirrtum).
Der Beschlagnahmebeschluss von 2006 gilt nicht für Fassungen ohne die Sexszenen.
In Österreich ist die 2004 erschienene DVD für Personen ab 18 Jahren legal erhältlich. In den USA ist die Originalfassung von 1977 ebenfalls legal erhältlich.
Seit 2011 war beim Landgericht Freiburg ein Strafverfahren zu Spielen wir Liebe anhängig. Am 25. Januar 2012 lehnte die Auswärtige Strafkammer des Landgerichts Kleve in Moers die Eröffnung eines Hauptverfahrens gegen einen Angeschuldigten aus tatsächlichen Gründen ab. Sie ließ die Anklage nicht zu und entschied in Bezug auf Maladolescenza, dass es „keinen hinreichenden Verdacht“ gebe, dass dieser Film „sexuelle Handlungen an oder vor Kindern zum Gegenstand“ habe. Im Juni 2013 verurteilte das Amtsgericht Freiburg einen Mann zu einer Geldstrafe von dreißig Tagessätzen. In den Niederlanden wurde der Film 2010 als Kinderpornografie eingestuft.